# الکساندر پاولوویچ
الکساندر پاولوویچ (سیریلیک صربی: Александар "Саша" Павловић؛ زادهٔ ۱۵ نوامبر ۱۹۸۳) بازیکن بسکتبال اهل صربستان است.

## حرفه
از باشگاه‌هایی که در آن بازی کرده‌است می‌توان به پورتلند تریل بلیزرز، بوستون سلتیکس، نیو اورلینز پلیکانز، دالاس ماوریکس، یوتا جاز، مینه‌سوتا تیمبرولوز، و کلیولند کاوالیرز اشاره کرد.